# 剪報
剪報，是將報紙、期刊中，與某一特定領域相關的新聞報導、評論、專論等直接剪貼或影印後剪貼。人们平时读书看报发现自己感兴趣的文字图片时，为了便于日后使用的时候方便查找，很多人便自制剪报。
數位化後的剪報資料，則可以建置標題、作者、出處等索引系統，甚至可以建置全文資料庫。